# Tavàstia Pròpia
Tavastia Pròpia (finlandès: Kanta-Häme; suec: Egentliga Tavastland) és una regió de Finlàndia (maakunta / landskap). Comparteix fronteres amb Finlàndia Pròpia, Satakunta, Pirkanmaa, Päijät-Häme i Uusimaa. Hämeenlinna és el cap i centre urbà més gran de la regió.

## Ciutats
La regió conté 11 municipis:
| - Forssa - Hattula - Hausjärvi - Humppila - Hämeenlinna - Janakkala - Jokioinen | - Loppi - Riihimäki - Tammela - Ypäjä |